# Norman Tindale

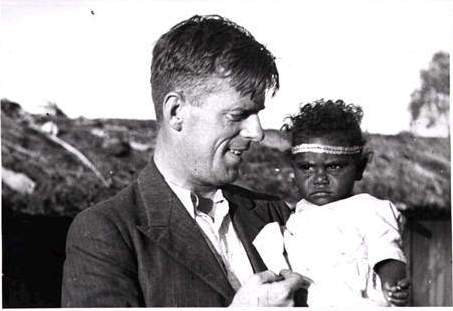
Norman Tindale mit einem Kind der Monamona-Mission (1938)

Norman Barnett Tindale AO, (* 12. Oktober 1900 in Perth, Western Australia, Australien; † 19. November 1993 in Palo Alto, Kalifornien, USA) war ein australischer Anthropologe, Entomologe und Ethnologe. Er war Kurator für die Anthropologie der Aborigines am South Australian Museum. Seine bekannteste Veröffentlichung ist die australische Lagekarte der Stammesgrenzen der Aborigines.

## Frühe Jahre
Norman Tindale wuchs in seiner Familie als das älteste von vier Kindern auf. Als er sieben Jahre alt war, zog seine Familie von Perth nach Tokio um, wo sein Vater in der Heilsarmee als Buchhalter arbeitete. In Japan ging er in eine Schule mit Diplomatenkindern, die auch in französischer und deutscher Sprache unterrichtet wurden. Da er nach der Schule mit Kindern in seiner Nachbarschaft spielte, erlernte er die japanische Sprache umgangssprachlich. In dieser Zeit entwickelte sich sein Interesse an Naturbeobachtung und Anthropologie; so sammelte und klassifizierte er beispielsweise Schmetterlinge im Alter von zehn Jahren.
Im August 1915 kehrte seine Familie nach Perth zurück. Sie zog im Februar 1917 nach Adelaide, wo er im Mai 1917 eine Anstellung an der Adelaide Public Library aufnahm. Als er seinem Vater beim Fotografieren mit Blitzlichteinsatz assistierte, erfolgte eine Azetylengas-Explosion und er erblindete auf einem Auge.

## Wissenschaftler
Im Januar 1919 wurde Norman Tindale am South Australian Museum von Arthur Mills Lea als Entomologe angestellt.
1921 war er auf einer Felduntersuchung auf Groote Eylandt im Golf von Carpentaria in Queensland. Dort kam er in Kontakt mit den Aborigines der Anindilyakwa, die ihm den exakten Verlauf ihrer Stammesgrenzen zeigten. Das Vorhandensein von Stammesgrenzen stand im Widerspruch zur geltenden britischen Rechtsauffassung, die den gesamten australischen Kontinent zum „Terra Nullius“ erklärt hatten, zum Land, das niemandem gehört und das sich europäische Kolonisten aneignen konnten. Norman Tindale veröffentlichte 1940 die Karte der Stammesgrenzen der indigenen Bevölkerung Australiens, die er 1974 überarbeitete.
Tindale war 1926 Gründungsmitglied der Anthropological Society of South Australia. In den 1920er Jahren vervollkommnete er seine geologischen Kenntnisse durch die Teilnahme an Schulungen des Polarforschers Douglas Mawson. Dies ermöglichte ihm die stratigraphische Einordnung eines archäologischen Fundorts. Er war der erste Archäologe, der dies in Australien anwendete.
Ein wissenschaftlicher Grad, der Bachelor of Science, wurde ihm erst im März 1933 von der Universität Adelaide verliehen. Davor hatte er bereits 31 wissenschaftliche Artikel verfasst. Im Auftrag der Universität Adelaide unternahm er 1938–1939 und 1952–1954 Expeditionen, die ihn zu Aborigines-Missionsstationen in ganz Australien führten. Tindale erstellte in diesen Zeiten auch filmische Dokumentationen. In den 1960er Jahren fotografierte er Tausende von Aborigines.
1967 wurde er zum Ehrendoktor der University of Colorado Boulder ernannt und erhielt dort einen Lehrauftrag.

## Teilnahme am Zweiten Weltkrieg
Nach dem Angriff auf Pearl Harbor am 7. Dezember 1941 durch Kaiserlich Japanische Marineluftstreitkräfte erklärten weitere Staaten Japan den Krieg, darunter auch Australien. Aufgrund seiner eingeschränkten Sehfähigkeit hielt sich Tindale für kriegsuntauglich. Dies änderte sich nach der Bombardierung, und er wurde 1942 wegen seiner Kenntnisse der japanischen Sprache in die Royal Australian Air Force im Rang eines Wing Commanders aufgenommen. Tindale war an der Entschlüsselung des Geheimcodes der japanischen Marinestreitkräfte, der Produktionscodes abgestürzter japanischer Militärflugzeuge, beteiligt und an der Verhinderung von Brandbombenbombardements auf Australien.

## Ehrungen
Tindales wissenschaftliche Leistungen wurden 1956 mit der Verco Medal der Royal Society of South Australia, 1968 mit dem Australian Natural History Society Medallion und 1980 mit der John Lewis Medal der Royal Geographical Society of Australasia geehrt.
Nach seinem Tod wurde Tindale zum Officer of the Order of Australia ernannt. 1993 benannte das South Australian Museum eine öffentliche Galerie nach ihm.